# Justine Thornton
Justine Thornton, née le 16 septembre 1970 à Nottingham, est une avocate britannique, et l'épouse de l'ancien chef du parti travailliste, Ed Miliband. Elle fut actrice dans son enfance, avec des rôles dans Dramarama et Hardwicke House.

## Biographie
Après une carrière d'actrice commencée à l'âge de 16 ans, Thornton étudie le droit à l'Université de Cambridge, où elle obtient une maîtrise en 1992, et a été admise au Barreau en 1994. Elle se spécialise en droit de l'environnement. Elle a travaillé à Allen et Overy puis à 39 Essex Street.
Elle a eu deux garçons avec Ed Miliband. 

## Filmographie
- Dramarama (1989) - Chrissie
- Hardwicke House (1986) - Erica